# Кеддо (народ)
Кеддо, Кейддо — конфедерація кількох індіанських племен в Індіанській території на півдні штати Оклахома (США).

## Історія

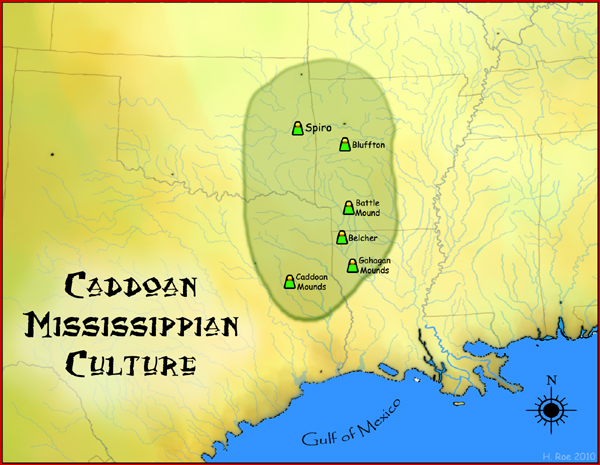
Поширення Каддоанської Міссісіпської культури

Згідно з старовинними переказами та легендами, батьківщиною племені кеддо є північна Луїзіана. Традиції даного народу бере початок з фуш-малінської культур, яка розвинувшись в Луїзіані і Арканзасі, поширилася на захід і південь від цих територій. Згодом влада конфедерації поширилася на схід сучасного Техасу. Як окремі племена сформувалися наприкінці вудлендського періоду, в час між 500 та 800 роками, сформувавши Каддоанську Міссісіпську культуру.
Племена конфедерації кеддо полідялися на матрилінейні роди, де влада вождів і шаманів були спадковими. Близько IX ст. з'являються релігійні центри з примітивними храмами та великими поселення як резиденції вождів. Протягом 1000—1200 років внаслідок поширення серед кеддо сільського господарства відбулося значне зростання населення. Каддоанська Міссісіпська культура процвітала до XIII ст. Її занепад відбувся внаслідок Великої посухи 1276—1299 років. Племена кеддо стали нащадками цієї культури. 
Перша зустріч даного народу з європейцями — експедицією іспанського конкістадора Ернандо де Сото — сталася 1542 року і закінчилася збройним зіткненням. В подальшому племена вели боротьбу проти іспанців та французів, в результаті чого культура даного народу прийшла в занепад.
Після того, як в 1803 році Луїзіану була куплена США у Франції, кеддо опинилися під впливом американців. Втім у 1812 році під час війни США та Великої Британії племена дотримувалися нейтралітету.
У 1835 році північні кеддо пересилився до Техасу. Втім у 1836 році Техас став незалежним. Сама назва «Техас» походить від слова táysha — від мови хасінай, однією з кеддо, що перекладається як «друг». У 1845 році після приєднання Техасу до США кеддо були виселені до долини річки Бразос.
У 1859 році племена кеддо переселено до резервації в Оклахомі. У 1874 році відбулося офіційне об'єднання кеддо в один народ. Втім тривалий час уряд США значно обмежував їх права.
Лише у 1934 році після прийняття Закону щодо реорганізацію індіанців та Закону про охорону індіанців Оклахоми було відроджене племінне урядування. У 1938 році прийнято конституції племені кеддо. У 1976 році прийнято нову конституцію кеддо. Натепер являє собою єдине плем'я зі столицею в місті Бінгер.

### Племена конфедерації
Кеддо ділилися на північних і південних. До північних відносилися племена кічаї, арікара, пауні, уїчита, таваконі. Південні кеддо поділялися на 3 конфедерації: хайсінай, кедохадачо і натчиточес.
Хайсінай населяли південний схід штату Техас (межиріччі Сабін і Нечес) і включали племена нечес, анадарко, частина насоні, айнай, намідіш, набедаче, наконо, накогдоче.
Натчиточес проживали на території штату Луїзіана (поряд з містом Начитош на річці Ред-Рівер). Кедохадачо населяли південний захід штату Арканзас і північний схід штату Техас (закрут Ред-Рівер) і включали племена насоні, власне кеддо, частину натчиточес, нанатсохо.
У XVI—XVII століттях північні кеддо мігрували на захід і північ, до центральної частини Великих рівнин. До початку XIX ст. до складу власне кеддо увійшли племена ятазі, едай, ейш.

## Демографія
Відповідно до досліджень вчених у XVI ст. чисельність кеддо становила 200 тисяч осіб. В період європейської колонізації чисельність кеддо різко скоротилася у зв'язку з завезеними європейцями епідеміями кору, малярії, віспи. Натепер чисельність становить трохи більше 5 тис. осіб.

## Господарство
Основними напрямками діяльності були землеробство (вирощували кукурудзу), полювання на конях на бізонів, виготовлення кераміки, тканин з кропиви та інших волокон.

## Культура

### Мова
Розмовляють мовою кеддо.

### Побут та звичаї
З метою відродження культури було створено Суспільство хасінай та Клуб культури кеддо, де виконують й передають наступним поколінням традиції народу, зокрема пісні та танці.
Зберігаються традиції виготовлення кераміки, започатковані в часи Каддоанської Міссісіпської культури. Дотепер виробляють горшики з складними традиційними візерунками, займаються плетінням з волокон. З давен з волокон пледи одяг, яких прикрашали пір'ям. Тіло прикрашають татуюванням, мали прикраси, які вправляли в носі та вуха.
Будинки мають конічну форму, були побудовано з деревини, вкриті трав'янистим матеріалом.